# Arthur Pierot
Arthur Pierot, né le 7 août 1867 à Strépy-Bracquegnies et mort dans la même ville le 12 janvier 1938, est un astronome, sélénographe et éducateur belge.

## Biographie
Arthur Pierot fut professeur au collège épiscopal de Binche en 1889. Par la suite, il partit en coopération au Congo belge où il resta plus de vingt ans. Au cours de cette période, il fonda plusieurs écoles dans ce pays d'Afrique francophone.
Passionné d'astronomie, Arthur Pierot était un astronome amateur averti qui possédait un télescope avec une coupole située au dernier étage de sa maison de Strépy-Bracquegnies.
Dès 1925 à 1934, il participa à la revue d'astronomie belge « Ciel et Terre ». Il rédigea plus de 35 articles avec croquis d'études sélénologiques.
En 1928, il créa le cercle astronomique de Bracquegnies.
Arthur Pierot collabora avec les astronomes et sélénographes Gabriel Delmotte, Félix Chemla Lamèch et Maurice Darney.